# Catalina Pérez Salinas
Catalina Pérez Salinas, né le 27 décembre 1991 à Malmö en Suède, est une avocate et femme politique chilienne. Elle est députée chilienne depuis le 11 mars 2018.
Membre du parti RD depuis 2017, elle devient la présidente entre 2019 et 2021. Le 7 novembre 2022, elle est élue deuxième vice-présidente de la Chambre des députés. 
En juillet 2023, mise en cause dans une possible affaire de détournement de fonds publics, où son ancien chef de cabinet a attribué un financement à une fondation dirigée par son compagnon,elle suspend ses fonctions et son parti décide de suspendre son adhésion. 

## Biographie

### Famille et études
Elle est la fille de Ricardo Pérez Miranda et de María Ángela Salinas Meza, exilés par la dictature militaire. Elle est née à Malmö en Suède. Ses parents rentrent au Chili en 1994 et s'installent dans la ville d'Antofagasta.
Souffrant d'hydrocéphalie, elle subit deux opération du cerveau durant son enfance et est contrainte de se présenter à l'école le crane rasé.
Elle termine ses études primaires et secondaires au Liceo Experimental Artístico à Antofagasta, entre 1997 et 2006. Ensuite, elle termine ses études au Colegio Academia Tarapacá à Iquique, entre 2007 et 2008. Lors de la manifestation étudiante de 2006, connue comme la « révolution des manchots » (Revolución de los pingüinos ou Revolución pingüina), elle est coordinatrice des élèves d'Antofagasta et porte-parole régionale. Elle est entrée à l'Université catholique du Nord pour étudier le droit et a obtenu son diplôme en droit en 2017.
Alors conseillère de la Faculté des sciences humaines de la FEUCN, elle participe à la mobilisation étudiante de 2011. Elle devient présidente du syndicat étudiant de son école.

### Parcours politique
À l'âge de 13 ans, elle devient membre des Jeunesses communistes (JJCC) et le reste jusqu'en 2012. En 2014, elle rejoint le parti Révolution démocratique (RD).
Lors des élections parlementaires de 2017, elle est candidate à la députation dans la circonscription n°3 (Antofagasta) avec le parti Révolution démocratique au sein de la coalition du Front large. Elle est élue députée avec 3,76 % des voix du fait du système proportionnel. Son élection constitue une surprise, sa candidature visant surtout à compléter la liste électorale du Front large.
À la Chambre des députés, elle intègre la commission de l'Environnement, où elle défend des projets de loi relatifs à la protection de la nature. Elle intervient aussi régulièrement sur les questions de probité, participant à plusieurs commissions d'enquête sur des faits présumés de corruption. Elle est également membre de la coordination parlementaire du Front large.
Le 27 janvier 2019, elle est élue présidente du parti Révolution démocratique. Elle est élue présidente avec 50,9 % des voix, avec la liste « Nouvelle Révolution » et l'emporte face à Javiera Parada (es) et sa liste « Unis pour créer » avec 39 % des voix.
Lors des élections parlementaire de 2021, elle est réélue députée au sein de la 3e circonscription (Antofagasta).

## Controverse
En juin 2023, elle annonce suspendre sa participation à la présidence de la Chambre des députés, en raison de suspicions de détournement de fonds publics, trafic d'influence et corruption. Son chef de cabinet a validé l'octroi d'une subvention de 530 000 dollars à la fondation « Democracia Viva », géré par son ancien compagnon Daniel Andrade, pour un programme d'implantation urbaine dans des zones vulnérables, ainsi que l'Housing Seremi à Antofagasta, dirigé par son ancien chef du cabinet Carlos Contreras. Ils étaient tous deux militants du parti Révolution démocratique.
Le 6 juillet, la direction du parti Révolution démocratique à décidé à l'unanimité de suspendre Catalina Pérez Salinas pour les soupçons d'éventuels délits de corruption, trafic d'influence, détournement de fonds publics ainsi que fraude au Trésor. La mesure a été prononcée à titre conservatoire pendant la durée de la procédure disciplinaire. Auparavant, Andrade et Contreras ont été expulsés de Révolution démocratique.
La députée Catalina Pérez Salinas a présentée une licence médicale de 20 jours, ne reprenant par ses fonctions à la Chambre des députés en raison de l'affaire « Democracia Viva ». Ensuite, elle a présentée une licence médicale pour une raison indéterminée.